# 下作延
下作延（しもさくのべ）は神奈川県川崎市高津区の町名、大字。現行行政地名は下作延1丁目から下作延7丁目及び（大字）下作延。住居表示は下作延（丁目あり）が実施済み区域、大字は未実施区域。

## 地理
川崎市高津区に属し、中心を平瀬川が貫く。おおむね平坦な地形であるが、緑ヶ丘霊園の近くは高台である。

### 地価
住宅地の地価は、2025年（令和7年）1月1日の公示地価によれば、下作延1丁目4-11の地点で50万円/m²、下作延3丁目13-18の地点で32万3000円/m²、下作延4丁目28-64の地点で32万6000円/m²、下作延6丁目8-21の地点で29万5000円/m²、下作延6丁目29-31の地点で30万5000円/m²となっている。

## 歴史
下作延1605には馬形の埴輪が出土した下作延稲荷塚古墳（6世紀後半）がある。

### 沿革
- 1937年（昭和12年）4月1日 - 橘樹郡高津町が川崎市に編入し、川崎市下作延となる。
- 1972年（昭和47年）4月1日 - 川崎市が政令指定都市に指定され、高津区が設立。川崎市高津区下作延となる。
- 2007年（平成19年）11月5日 - 住居表示の実施に伴い、大字下作延の一部から下作延1丁目と2丁目を新設する。
- 2008年（平成20年）11月17日 - 住居表示の実施に伴い、大字下作延の一部から下作延3丁目と4丁目を新設する。
- 2009年（平成21年）11月24日 - 住居表示の実施に伴い、大字下作延の一部から下作延5丁目を新設する。
- 2010年（平成22年）11月22日 - 住居表示の実施に伴い、大字下作延の一部から下作延6丁目と7丁目を新設する[5][11]。

### 町名の由来
緑ヶ丘霊園の上に稲毛三郎重成が築城した「作延城」という城があり、そこより下の地域を下作延と呼ぶようになったといわれている。

## 世帯数と人口
2025年（令和7年）6月30日現在（川崎市発表）の世帯数と人口は以下の通りである。大字下作延の区域はすべて市街化調整区域（緑ヶ丘霊園）であり、住民登録している住民はいない。
| 丁目        | 世帯数     | 人口     |
| ----------- | ---------- | -------- |
| 下作延1丁目 | 751世帯    | 1,076人  |
| 下作延2丁目 | 3,339世帯  | 5,623人  |
| 下作延3丁目 | 2,320世帯  | 4,117人  |
| 下作延4丁目 | 2,307世帯  | 3,927人  |
| 下作延5丁目 | 1,683世帯  | 3,149人  |
| 下作延6丁目 | 1,503世帯  | 3,041人  |
| 下作延7丁目 | 1,216世帯  | 2,109人  |
| 計          | 13,119世帯 | 23,042人 |

### 人口の変遷
国勢調査による人口の推移。
| 年                 | 人口   |
| ------------------ | ------ |
| 1995年（平成7年）  | 17,670 |
| 2000年（平成12年） | 18,660 |
| 2005年（平成17年） | 20,134 |
| 2010年（平成22年） | 21,013 |
| 2015年（平成27年） | 21,941 |
| 2020年（令和2年）  | 22,850 |

### 世帯数の変遷
国勢調査による世帯数の推移。
| 年                 | 世帯数 |
| ------------------ | ------ |
| 1995年（平成7年）  | 7,955  |
| 2000年（平成12年） | 8,793  |
| 2005年（平成17年） | 10,057 |
| 2010年（平成22年） | 11,000 |
| 2015年（平成27年） | 11,614 |
| 2020年（令和2年）  | 12,266 |

## 学区
市立小・中学校に通う場合、学区は以下の通りとなる（2024年3月時点）。
| 丁目        | 番地                                                                | 小学校                 | 中学校               |
| ----------- | ------------------------------------------------------------------- | ---------------------- | -------------------- |
| 下作延1丁目 | 全域                                                                | 川崎市立下作延小学校   | 川崎市立西高津中学校 |
| 下作延2丁目 | 31番38号 32～37番                                                   | 川崎市立西梶ヶ谷小学校 | 川崎市立宮崎中学校   |
| 下作延2丁目 | 1～30番 31番1・5・7・10号 31番12・15・17・33号 31番48～51・54〜55号 | 川崎市立久本小学校     | 川崎市立高津中学校   |
| 下作延3丁目 | 全域                                                                | 川崎市立上作延小学校   | 川崎市立宮崎中学校   |
| 下作延4丁目 | 全域                                                                | 川崎市立下作延小学校   | 川崎市立西高津中学校 |
| 下作延5丁目 | 全域                                                                | 川崎市立下作延小学校   | 川崎市立西高津中学校 |
| 下作延6丁目 | 全域                                                                | 川崎市立下作延小学校   | 川崎市立西高津中学校 |
| 下作延7丁目 | 全域                                                                | 川崎市立下作延小学校   | 川崎市立西高津中学校 |

## 事業所
2021年（令和3年）現在の経済センサス調査による事業所数と従業員数は以下の通りである。
| 大字・丁目  | 事業所数  | 従業員数 |
| ----------- | --------- | -------- |
| 下作延      | 3事業所   | 17人     |
| 下作延1丁目 | 38事業所  | 338人    |
| 下作延2丁目 | 189事業所 | 1,795人  |
| 下作延3丁目 | 72事業所  | 550人    |
| 下作延4丁目 | 62事業所  | 550人    |
| 下作延5丁目 | 65事業所  | 835人    |
| 下作延6丁目 | 65事業所  | 494人    |
| 下作延7丁目 | 29事業所  | 185人    |
| 計          | 523事業所 | 4,764人  |

### 事業者数の変遷
経済センサスによる事業所数の推移。
| 年                 | 事業者数 |
| ------------------ | -------- |
| 2016年（平成28年） | 522      |
| 2021年（令和3年）  | 523      |

### 従業員数の変遷
経済センサスによる従業員数の推移。
| 年                 | 従業員数 |
| ------------------ | -------- |
| 2016年（平成28年） | 4,288    |
| 2021年（令和3年）  | 4,764    |

## 交通
- 東日本旅客鉄道（JR東日本）南武線 - 津田山駅

武蔵溝ノ口駅（または東急田園都市線・大井町線の溝の口駅）や梶が谷駅も利用できる。

## 施設
- 高津区役所
- 川崎市立下作延小学校
- 川崎市子ども夢パーク
- かわさき北部斎苑
- 緑ヶ丘霊園

## その他

### 日本郵便
- 郵便番号 : 213-0033[3]（集配局 : 高津郵便局[22]）

### 警察
町内の警察の管轄区域は以下の通りである。
| 大字・丁目  | 番・番地等 | 警察署     | 交番・駐在所   |
| ----------- | ---------- | ---------- | -------------- |
| 下作延1丁目 | 全域       | 高津警察署 | 溝口駅前交番   |
| 下作延2丁目 | 全域       | 高津警察署 | 溝口駅前交番   |
| 下作延3丁目 | 全域       | 高津警察署 | 溝口駅前交番   |
| 下作延4丁目 | 全域       | 高津警察署 | 溝口駅前交番   |
| 下作延5丁目 | 全域       | 高津警察署 | 津田山駅前交番 |
| 下作延6丁目 | 全域       | 高津警察署 | 津田山駅前交番 |
| 下作延7丁目 | 全域       | 高津警察署 | 津田山駅前交番 |
| 下作延      | 全域       | 高津警察署 | 津田山駅前交番 |

## 関連文献
- 「下作延村」『新編武蔵風土記稿』 巻ノ61橘樹郡ノ4、内務省地理局、1884年6月。NDLJP:763983/78。